# موسى حافظ
الدكتور موسى حافظ موسى رفاعي أبو لبدة (البواقنة) هو شاعر وفنان شعبي فلسطيني.

## سيرته الذاتية
ولد عام 1947 في مخيم جنين لعائلة مهجرة من قرية السنديانة قضاء حيفا. درس في جنين ثم أكمل دراسته في العراق حاصلا على اللقب الأول في التاريخ من جامعة بغداد. حائز على جائزة نوح إبراهيم للفن الشعبي. حاصل على وسام الاستحقاق والتميز الفلسطيني لعام 2012 من محمود عباس رئيس دولة فلسطين، حاصل على شهادة الدكتوراه الفخرية في التراث الشعبي من منظمة اليونسكو العالمية لعام 2000 

## مهنته
هو شاعر فلسطيني يدافع عن الموروث الشعبي الفلسطيني ضد محاولات طمسه حيث يمثل التراث الفلسطيني بين طياته هوية الشعب الفلسطيني و تميزه  يحيي الفنان المهراجانات والأفراح في معظم أنحاء فلسطين ولأبناء الجاليات الفلسطينية في الخارج، حيث يجيد أنواع عديدة من الشعر الشعبي أو ما يعرف بالزجل أو الحداء، من ضمنها العتابا والمعنّى والميجنا.

## مناصبه
يشغل الشاعر مناصب عديدة منها:
- أمين سر اتحاد الفنانين في الشمال (شمال الضفة الغربية): جنين، طولكرم وقلقيلية.
- أمين سر منتدى الفن الشعبي في فلسطين.
- عضو المجلس الأعلى للفلكلور الفلسطيني.
- عضو اتحاد الكتاب الفلسطينيين.